# Бєліков Борис Олександрович
Бєліков Борис Олександрович — український бізнесмен, директор та співвласник групи компаній «Овостар Юніон». За рейтингом журналу Фокус у 2019 році увійшов у перелік 100 найбагатших людей України.

## Життєпис
Народився 11 травня 1969 року в станиці Єлизаветинській Азовського району Ростовської області (РСФСР).
У 16 років переїхав до України.
1994 року закінчив Київський інститут інженерів цивільної авіації за фахом — інженер-механік з експлуатації літальних апаратів.

## Професійний досвід
- 1993 — почав роботу в ТОВ «УкрОптСервіс»
- 1994 — після закінчення інституту займався поставкою українського обладнання для птахофабрик до Росії[2]
- 1997-1998 — заступник директора «Украгртрейд»
- 1999 — заснував компанію «Бориспіль Агро Трейд»
- 2000 — придбав птахофабрику «Україна», заснував компанію «Крушинський птахокомплекс»
- 2001 — на базі цеху птахофабрики створено завод яєчних продуктів «Овостар»
- З 2003 — член ради директорів Асоціації «Союз птахівників України»
- травень 2008 — Борис Бєліков і Віталій Вересенко об'єднали компанії «Бориспіль Агро Трейд», птахофабрику «Україна», «Крушинський птахокомплекс» і птахофабрику «Малинове», ставши співвласниками групи компаній «Овостар Юніон»[3].
- червень 2011 — група компаній «Овостар Юніон» виходить на Варшавську фондову біржу[4]
- 2020 — Генеральний директор, Член Ради директорів «Овостар Юніон»[5]

У 2016-2019 роках був помічником народного депутата України Олександра Бакуменка.

## Нагороди
- Почесна грамота кабміну України (2005);[7]
- «Знак Пошани» Міністерства аграрної політики (2006);
- медаль «За працю і звитягу» (2007).

## Сімейний стан
Одружений, виховує доньку та сина.
Донька —  Дарія Бєлікова, працює керівником департаменту експорту в «Овостар Юніон».

## Публікації
- Інтерв'ю у журналі «Forbes Україна» № 9 (3.09.2012) «Премия за ясность» [Архівовано 16 лютого 2013 у Wayback Machine.]
- Інтерв'ю у журналі «ІнвестГазета» № 47 (13.12.2011) «Любовь к яйцам»
- Інтерв'ю у журналі «Наше птахівництво» (травень 2012) «Попит росте, експорт збільшується»[недоступне посилання з червня 2019]
- Інтерв'ю порталу Latifundist (30.5.2013) «Птицеводство – это не станок, который сегодня выключил, а послезавтра – включил»